# Lileau
Le Lileau, Lilot ou Lilaux est un ruisseau de Belgique, affluent du Hoyoux faisant partie du bassin versant de la Meuse. Il coule dans la région du Condroz en province de Namur puis en province de Liège

## Parcours
Le ruisseau prend sa source au village d'Ohey à une altitude de 265 m, traverse ensuite les villages de Haillot, Perwez et Marchin pour se jeter dans le Hoyoux près de la ferme de Barse à une altitude de 135 m, après un parcours d’une douzaine de kilomètres dans la campagne condrusienne. 